# 新感覺派
新感覺派（日语：／ Shinkankakuha）是20世紀初在日本文壇興起的一個文學流派，是日本最早出現的現代主義文學。主張文學以主觀感覺為中心，否定客觀，以「新的感覺」表現自我。

## 發展概述
一戰之後的日本經歷了20年代的經濟危機及1923年的關東大地震，工農革命運動也屢遭統治階級的打壓，形成政治和經濟上的混亂。一連串的事件所造成的精神危機影響了日本知識份子及文藝界，無政府主義、虛無主義及唯我主義等思潮應運而生，消極、絕望的風氣使得官能上的享受成為人們追求的目標。
1923年，新思潮的菊池寬創辦同人雜誌《文藝春秋》，雖然未達成對抗無產階級文學（由小林多喜二等人提倡）的主要目標，但也孕育了不少年輕的文學旗手，如橫光利一及川端康成。橫光等人對藝術追求的目的，是要描寫內部世界而非表面現實，因此主張以一種「新的感覺」去感受生活及世界的一切事物。
1924年，橫光利一與川端康成、片岡鐵兵、今東光、中河與一等14人創辦《文藝時代》，標榜「新作家對老作家的挑戰」、「破壞既有文壇」，以及主張感覺即是存在，以主觀感覺通向客觀事物，連結生命和現實。正如橫光利一提到的：「所謂新感覺派的表徵，就是要剝去自然的表象，躍入事物本身主觀而直感的觸發物」。
1925至1926年發展到高峰的新感覺派，由於無產階級文學運動興起，片岡鐵兵、今東光、鈴木彥次郎等人轉向左翼文學，横光利一、川端康成則傾向新心理主義，中河與一等則主張形式主義。《文藝時代》於1927年停刊，新感覺派的活動也因此結束。
翻譯家葉渭渠評論新感覺派時，指出其思想上的雙重性格：「既折射出資本主義的矛盾現象，又有意無意地掩蓋了矛盾的實質，游離於日本社會現實和大眾的生活感情之外，反映了近代個人主義和人性的解體過程」，也就是既揭示出動亂社會的面貌，又只尋求官能上的麻痺，是一種具有頹廢色彩的破壞性思想。

## 代表作品
橫光利一的〈蠅〉、〈頭與腹〉等作是具新感覺特徵作品，而《上海》是新感覺派集大成之作，同時也是橫光文學的傑作。另外，片岡鐵兵的《鋼絲上的少女》、今東光的《瘦新娘》中河與一的《刺繡蔬菜》、十一谷義三郎的《青草》、佐佐木茂索的《曠日》、池谷信三郎《橋》、鈴木彥次郎《七月的健康美》，也是具有新感覺特徵的作品。

## 在日本以外的影響
新感覺派的主張也影響了日本以外的作家，如活躍於中國上海的穆時英（被譽為「中國新感覺派聖手」）、劉吶鷗及施蟄存。此外也影響了負笈日本的台灣作家，如翁鬧、巫永福等人。

## 新感覺派作家
- 中國，1920-1930，以劉吶鷗、穆時英、施蟄存、郭建英（漫畫家）、葉靈鳳、黑嬰等作家為代表。
- 日本，1923-1930，以橫光利一、川端康成等代表。

新感覺派作家較具有曠野氣息或原始主義，試圖傳達現代氛圍，並多次尋找嶄新的文學語言及敘述方式。嘗試作品中創造一種全新的語言，
強調異化及混雜的特色。與感性的浪漫主義不同，新感覺派作家呈現半客體：吸納外在刺激並透過自身語言的篩選再現，不企求超驗。而浪漫主義重視詩人主體性，將外在現實轉化為超驗的經驗。新感覺派亦較不在乎靈魂，與重視靈魂的浪漫主義不同。新感覺派重視商業化、速度感，享受大都會瞬息萬變帶來的新感官刺激。

## 新感覺派文風
新感覺派文風大致可分為三大方向：
1. 浪蕩子敘事者無藥可救的男性沙文主義及女性嫌惡症。
2. 摩登女郎在浪蕩子的漫遊白描藝術描摹下，轉化成現代主義的人工造物。
3. 混語書寫凸顯了跨文化實踐的混種性。[5]

新感覺派中的混語書寫是一種語言上的創新，注重跨文化現代性精神，在各國文化中，語言不斷流動、交會、融合。外來與本土、國家與地方、古典與白話、菁英與通俗的語言之中，找到一種新的表達模式，同事也達到引介新概念的目的。

## 對新感覺派的研究

### 對中國、台灣等地的新感覺派研究
目前（2014年9月6日）為止，台灣方面已知的有：
- 清大台文所學者柳書琴，從事二戰之前滿洲國、台灣、日本東京等地的左翼文學與殖民地文學研究：
  - 〈上海新感覺派文藝在「滿洲國」的傳播：兼論爵青〈哈爾濱〉的版本問題〉 [6]
  - 〈翻譯‧尤物：上海新感覺派與「滿洲國」藝文志派作家〉[7]

## 研究書目
- 彭小妍：〈浪蕩子美學與越界──新感覺派作品中的性別、語言與漫遊 （页面存档备份，存于）〉。
- 彭小妍：〈新女性與上海都市文化──新感覺派研究 （页面存档备份，存于）〉。
- 彭小妍：〈一個旅行的現代病——「心的疾病」、科學術語與新感覺派 （页面存档备份，存于）〉。
- 葉渭渠、唐月梅：《日本文學簡史》（上海：上海外語教育出版社，2006）
- 夏祖焯：《近代外國文學思潮》（台北：聯合文學，2007）
- 橫光利一著，王海譯：《春天乘著馬車來》（台北：新雨出版社，2007）